# Les Chapelles-Bourbon
Les Chapelles-Bourbon è un comune francese di 435 abitanti situato nel dipartimento di Senna e Marna, nella regione dell'Île-de-France.

## Società

### Evoluzione demografica
Abitanti censiti